# Traité d'Édimbourg

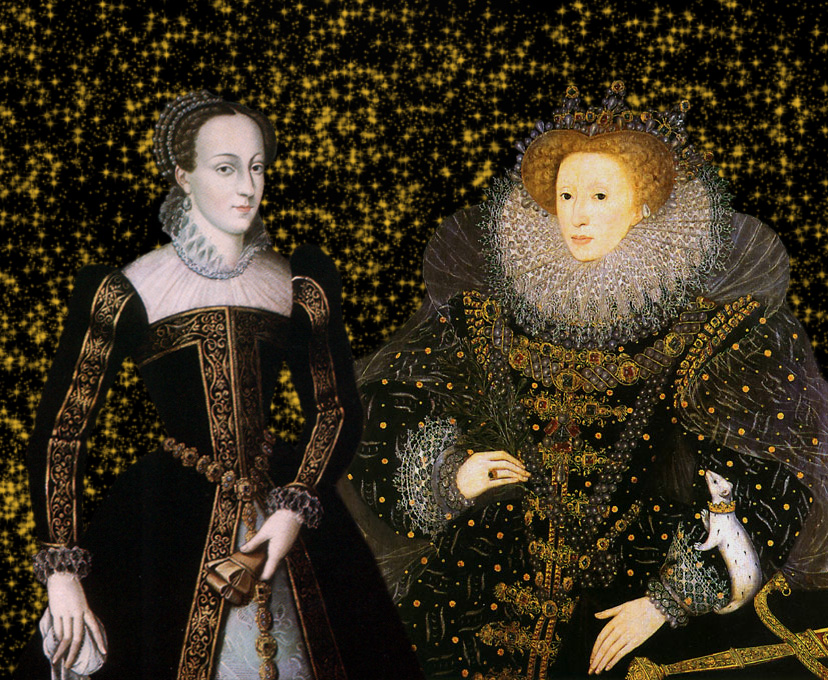
La reine d'Angleterre Élisabeth Ire (à droite).

Le traité d'Édimbourg, également connu sous le nom de traité de Leith, est un traité établi le 5 juillet 1560 entre les envoyés de la reine Élisabeth Ire d'Angleterre et les représentants français du roi François II afin de mettre un terme au siège de Leith et de remplacer l'Auld Alliance (accord franco-écossais) par un accord anglo-écossais, tout en maintenant la paix qui avait été convenue entre l'Angleterre et la France par les traités du Cateau-Cambrésis. 
L'Auld-alliance avait été renforcée au XVIe siècle par des mariages entre le royaume d'Écosse et celui de France. Cependant, le Parlement écossais, très favorable au protestantisme, avait décidé de mettre fin à la guerre avec le royaume d'Angleterre, de reconnaître Élisabeth Ire comme reine d'Angleterre et d'instaurer la nouvelle religion comme culte officiel. Le royaume de France renonce, en signant le traité, à tous les droits sur l'Écosse qui lui venaient de la reine d'Écosse, Marie Stuart, épouse de François II de France et fille de Marie de Guise et du roi Jacques V d'Écosse.

## Contexte historique
La régence de l'Écosse par Marie de Guise est soutenue par les troupes françaises alors que les protestants écossais contestent son autorité lors de la crise de la Réforme. En 1548, les troupes françaises invitées par l'Écosse fortifient le port et la ville de Leigh pour leur permettre de résister à une éventuelle attaque anglaise. L'armée anglaise est invitée par les Lords de la Congrégation à intervenir en Écosse le 6 juillet 1560, aux termes du traité de Berwick, moins d'un mois après la mort de Marie de Guise.
Les fortifications de Leith, Inchkeith et du château de Dunbar sont démontées et les garnisons françaises quittent l'Écosse. D'autres conditions sont négociées, dont l'utilisation conjointe des armoiries de la France et de l'Angleterre par Marie, reine d'Écosse.

## Les termes du traité
L'accord est négocié par Jean de Monluc, évêque de Valence, et Charles de la Rochefoucault, sieur de Randan, pour la France, avec William Cecil et Nicholas Wotton, doyen de Canterbury et de York. Les députés français négocient le retrait de leurs troupes avec l'archevêque de St Andrews, John Bellenden of Auchnoul, et William Maitland en tant que représentants de la Congrégation. La cessation des hostilités est marquée par deux coups de canon tirés du château d'Édimbourg à 7 heures du soir le lundi 17 juin.
La France et l'Angleterre conviennent que toutes leurs forces terrestres et navales se retirent d'Écosse. Il est également convenu que Marie Stuart et François II n'utiliseront plus le blason et les armoiries de l'Angleterre et de l'Irlande, et qu'ils se conformeront aux demandes formulées par la noblesse et le peuple écossais.

## Ratification
Le traité n'a jamais été ratifié par Marie Stuart, reine d'Écosse malgré les pressions considérables exercées sur elle pour qu'elle le fasse jusqu'en 1567. Maitland considère que Marie ne pouvait pas le ratifier en l'état, car les termes du traité disposent que Marie renonce à ses prétentions au trône d'Angleterre, y compris après la mort d'Élisabeth et de sa progéniture éventuelle.
Malgré cela, le traité a néanmoins permis le retrait des troupes françaises et la chute de l'Église catholique romaine en Écosse. Cette ratification perd d'ailleurs tout intérêt le 11 août, quand le Parlement écossais promulgue une confession de foi protestante, abolit la juridiction du pape et interdit la célébration de la messe sous peine de mort. 

## Conséquences
La mort de François II le 4 décembre 1560 laisse Marie Stuart veuve à quelques jours de ses 18 ans. Le 15 août 1561, elle a accepte un accord avec son demi-frère James, fils naturel de Jacques V,  afin de pouvoir rentrer en Écosse en souveraine, à condition de ne pas chercher à rétablir le catholicisme en tant que religion d'État. Ce retour de Marie Stuart sur le trône d'Écosse sera de courte durée puisqu'en 1567, elle sera forcée d'abdiquer au profit de son fils Jacques VI.
Le traité d'Édimbourg sonne la fin de l'Auld Alliance entre la France et l'Écosse, même si certaines clauses ont perduré jusqu'en 1903.